# 巴斯滕多夫
巴斯滕多夫（德语、法语：Bastendorf）是卢森堡东北部市镇坦德尔的一个小镇。 
巴斯滕多夫曾是迪基希县的一个独立的市镇，2006年1月1日，巴斯滕多夫与菲安登县的市镇富伦合并为新市镇坦德尔，新市镇属于菲安登县。成立市镇坦德尔的法律于2004年12月21日获得通过。

## 旧市镇
巴斯滕多夫旧市镇由以下村庄组成： 
- 巴斯滕多夫
- Brandenbourg
- Landscheid
- 坦德尔（Tandel）
- Hoscheidterhof
- Këppenhaff
- Fischbacherhof (称地)
- Froehnerhof (称地)
- Ronnenbusch (称地)

## 脚注
1. ↑   (PDF). Service central de législation.   [2006-08-15]. （原始内容 (PDF)存档于2007-03-28） （法语）.